# 桃山区
桃山区（とうざん-く）は中華人民共和国黒竜江省七台河市に位置する市轄区。

## 地理
桃山ダムが勃利県との行政区境にある。

## 歴史
中華民国時代は勃利県南郷、後に小五站鎮の管轄地域であった。1932年（大同元年）、満洲国が成立すると桃山開拓地が設置されている。
1945年（民国34年）、日本の敗戦に伴い満洲国が崩壊すると中国共産党の解放区となった区域は勃利県第五区の管轄となり、1948年3月には七台河区（1951年から1955年は第12区と改称）が設置されている。1956年3月、区制の廃止に伴い七台河郷に移管され、1958年9月には七台河人民公社（同年末に七台河鉱区公社移管）の管轄とされた。1960年3月、政企合一政策により七台河鎮公社とされたが、1961年5月に両者を分離、1965年2月に七台河特区に移管された。
1970年4月、地級市の七台河市が成立すると、同年5月に桃山街道弁事処が設置された。1984年1月20日、市轄区としての桃山区が成立し現在に至る。

## 行政区画
15社区、1鎮を管轄：
- 社区：祥和社区、運管社区、安康社区、文苑社区、朝陽社区、東正社区、旭日社区、花園社区、銀泉社区、運銷社区、同仁社区、東方社区、学府社区、桃山社区、長青社区
- 鎮：万宝河鎮

## 教育

### 大学
- 七台河職業学院（中国語版）

## 交通

### 道路
- 省道
  -  308省道

## 健康・医療・衛生
- 七台河市人民医院
- 七台河紅十字博愛医院
- 七台河警官医院